# پلژر گاردن
پلژر گاردن (انگلیسی: The Pleasure Garden) فیلمی صامت در ژانر درام به کارگردانی آلفرد هیچکاک است که در سال ۱۹۲۵ منتشر شد. از بازیگران آن می‌توان به ویرجینیا والی، کارملیتا گرتی و نیتا نالدی اشاره کرد.
این فیلم اولین فیلم بلند هیچکاک می‌باشد.
نام فیلم به یک تالار نمایش مشهور در لندن اشاره دارد که داستان فیلم بدان مربوط است.